# Нершево
История Нершево
В книге "Краеведческий сборник" А. А. Епанчина написано: «Западноруссы переселены в начале 16 века из Литвы князем Михаилом Львовичем Глинским, поселены в д.Исаково, д.Андреевка Селивановского района, д.Верхозерье (Меленковского района), д.Нершево (Вачского района). Ассимилированы русскими». 
Из платежницы с Дворцовых сел и деревень за 1604 – 1613 гг. узнаем, что Нершево было за Плакидою Доможировым и Данилою Онучиным.
За думным дьяком за Федором Федоровым сыном Лихачева, да за Кузьмодемьянским жильцом Григорием Ивановым сыном Кашкарова, да за вдовою Марьею Плакидиной, женой Доможирова, в поместье стоит на 2 усада, а меж усадов церковь Святого пророка Илии, древяна клетцки, с папертью, а в церкви и образы, и книги, и ризы, и всякое церковное строение, и колокола-мирское и помещиков того села, а церковных причетчиков, да попов, да пономарев, да проскурницин, пашни церковные 12 чети в поле, да в двух тож…». Так начинается повествование о Нершеве в статье Церкви Нижегородского уезда за 1621 – 24 гг.» Но сведения о Нершеве появились ещё раньше.
Доможировы – русский дворянский род, происходящий из Великого Новгорода. Доможировы входили в 300 золотых поясов Новгорода. Золотые пояса – это 30 – 40 наиболее богатых и влиятельных родов. После присоединения Новгорода к Московскому государству своих владений лишились богатые Новгородцы братья Матвей, Михаил и Федор Константиновы Доможировы…". По-видимому, сведены они были в Нижний Новгород. К их числу нужно относить Максима и Гаврилу Матвеева сына. У их предполагаемых детей были владения в Нижегородском уезде.
Второй владелец Нершево Данила Онучин был, как предполагается, Царским стрельцом. Именно с его именем связано знаменательное событие. В 1579 г. начался пожар в Казани с дома Данилы Онучина, в результате которого выгорело много деревянных построек и половина Казанского Кремля.
И вот в один из дней дочери его, 10 летней Матроне, приснился сон, будто бы сама Богородица велит отыскать икону с её изображением, иначе она откроет икону в другом месте, а Матрона заболеет. Девушка рассказала об этом матери, мать священникам, и они пришли и стали рыть, но иконы нигде не было. Тогда Матрона взяла лопату и стала рыть вблизи сгоревшей печки их дома, и показалась икона, будто бы только нарисованная. Она вся сияла яркими красками. На это место прибыло все духовенство. Сразу же икона начала творить чудеса, во время крестного хода прозрели 2 слепца.
Во время защиты Руси от поляков, князь Дмитрий Михайлович Пожарский со списком этой иконы победил в битве. Священники составили описание явления иконы и исцеления слепцов, а потом отправили рукопись в Москву царю Ивану Грозному. Тот повелел построить на месте находки храм в честь этой иконы и основать женский монастырь, где Матрона и её мать приняли монашеский постриг.
После Данилы Онучина Нершево было за вдовою Ульяною Петровскою женою Еропкина, за её дочерью Марьей и за снохой Матреной. Им принадлежала треть села Нершево, а в ней двор помещиков, двор приказчиков, 2 двора крестьян, 2 двора бобыльских, да 2 двора людских. И за вторым помещиком, нижегородцем, Андреем Плакидиным, сыном Доможирова и за его матерью вдовою Марьей. И им принадлежало полсельца Нершево, а в нём двор помещиков, 5 дворов людских, 2 двора крестьян, да 3 двора бобыльских. За ними ещё пустошь Опалево близ села Давыдово.
В 1619 году в отказных книгах была сделана запись: «Отказано Григорию Иванову сыну Кашкарову из поместья тещи его Марии, Плакидиной жены, и сына ее Андрея Доможирова в Нижегородском уезде в селе Нершево 120 четвертей, да половину пустоши Опалево 25 четвертей, а всего 145 четвертей в поле, а в дву по тому ж…». Таким образом одна часть Нершево принадлежала впоследствии роду Кашкаровых и стала их вотчиной.
Жили Кашкаровы в Пензе. Вторая часть Нершево после Еропкиных перешла к Федору Федоровичу Лихачеву. В 1643 году Федор Федорович Лихачев, кроме Нершево, также владелец сельца Черемхи, которое впоследствии становится Московскими Черемушками, выдает свою дочь Прасковью за Ивана Семеновича Прозоровского, сына влиятельного князя Семена Прозоровского. Родная сестра Лихачева, Мавра, была замужем за Деем Витовтовым (Евдокимом Яковлевым Витовтовым), родня которого состояла в свойстве со многими видными придворными.
Иван Семенович Прозоровский в 1667 году был послан воеводой в Астрахань. В 1670 году руководил обороной Астрахани, осажденной отрядами Степана Разина. После падения Астрахани он и его сын были убиты бунтовщиками. По усмирению бунта Прасковья Федоровна Лихачева Прозоровская перевезла тела погибших в Москву, где они и были похоронены. Умерла 14 января 1687 года и была погребена в Московском Сретенском монастыре. После её смерти Нершево перешло её сыну Прозоровскому Петру Ивановичу, который был женат на Анне Федоровне Ртищевой, дочери боярина Федора Михайловича «Большого» Ртищева и Ксении Матвеевны Зубовой.
Дочь Прозоровского Петра Ивановича и Анны Федоровны Ртищевой, княжна, Анастасия Петровна Прозоровская, жена князя Ивана Алексеевича Голицина – одна из первых придворных дам Екатерины и наследница большого состояния старшей ветви князей Прозоровских и ближнего боярина Федора Ртищева. С ранних лет она была приближена ко двору. Эти отношения ещё более окрепли, когда брат царицы Прасковьи Федоровны женился на сестре Анастасии Петровны – княжне Аграфене Прозоровской. В приданое за Анастасией Петровной были даны подмосковные села Петровское и Черемоши. В браке имела двух сыновей: Фёдора Ивановича Голицина (был женат первым браком на Марии Львовне Нарышкиной, мать которой была Марфа Ивановна Прозоровская, которая являлась второй женой Льва Кирилловича Нарышкина, и овдовев, вышла замуж вторым браком за Бориса Петровича Шереметева (им принадлежало Горышово, Зеленцово, Вежново, Алтухово и ряд других деревень).
Первая жена Федора Ивановича Голицина Мария Львовна Нарышкина приходилась ему троюродной сестрой, детей от этого брака не было, и двоюродной сестрой Петра I. Вторая его жена – Анна Петровна Измайлова. Второй сын Алексей Иванович Голицин был женат на княжне Дарье Васильевне Гагариной.
Дочь Федора Ивановича Голицина Евдокия Федоровна, в замужестве Болтина. Их дочь Прасковья Александровна Болтина Аненкова, жена Аркадия Никаноровича Аненкова, мать Екатерины Аркадьевны Столыпиной, которая являлась женой Дмитрия Алексеевича Столыпина. Дмитрий Алексеевич Столыпин являлся братом Елизаветы Алексеевны Столыпиной-Арсеньевой – бабушки Михаила Юрьевича Лермонтова. Её имение Тарханы в Пензенском крае находилось недалеко от имения наших помещиков Кашкаровых. От их брата Аркадия Алексеевича Столыпина родился Петр Аркадьевич Столыпин. Род Столыпиных уходит корнями в Муромскую землю. 
Вот это небольшое отступление о Столыпиных в связи с тем, что село Архангельское фигурирует в 1763 году у помещиков Кашкаровых, именно туда они брали девиц с Нершево в замужество.
Родословные Кашкаровых и родственных им родов, ведутся с 1021 г., когда князь Мстислав Владимирович, сын Владимира Красное Солнышко, убил на поединке касожского князя Редедю. Взяв в плен двух сыновей Редегиных, окрестил их под именами Романа и Юрия.
От Юрия род не пошёл. А Роман Редегич женился на дочери князя Мстислава Владимировича и от него происходят многие дворянские роды. Самый известный представитель Кашкаровых в средних веках – Андрей Федорович, который был при Иване Грозном Вторым воеводой в Ивангороде, далее его потомком был Иван Васильевич Кашкаров. Он жил во второй половине 16 века. Его сын Григорий Иванович Кашкаров, который женился на дочери Плакиды Доможирова, первого известного владельца с Нершево и получил в приданое его часть, был капралом, служил в лейбгвардии и был женат вторым браком на Катерине Степановне. Их единственная дочь Пелагея вышла замуж за секунд-майора Ивана Абрамовича Аблова, который и являлся помещиком Шмелевых, Морозовых, Шибариных и Шарпановых в 1782 году.
Вернемся к Голициным. После смерти родителей 1729 г. по завещанию Федор Иванович Голицин (Старший сын князя Ивана Алексеевича Голицына г.ж.1658-1729) получил три четверти состояния своей матери, в том числе Петровское и Черемоши и также село Нершево. Получил домашнее воспитание под руководством Ивана Ивановича Шевелева и одного иностранца. Как сын княгини Анастасии Петровны Прозоровской (г.ж.1665 -10.03.1729) , близкой подруги императрицы Екатерины I, князь Голицин пользовался благосклонным расположением императрицы Елизаветы Петровны.
В 1782 году владельцев села Нершево было трое: князь Мышецкий, его часть называлась «Князихой», дочь Беклемишева Алексея Андреевича, в замужестве Сущева, и её часть называлась «Сущевка» и Кашкаровой Екатерины Степановны после покойного мужа Кашкарова Михаила Алексеевича и эта часть называлась «Ковш».
Из ревизских сказок 1763 г. известно, что жил в Нершево Федор Лаврентьев, от которого пошёл род Шмелевых. Таким образом все Шмелевы оказались родными. Версия происхождения этой фамилии разная. Но при рассмотрении метрических книг видно, что уже в 1873 году существовала фамилия Шмелевы. Таким образом все Шмелевы имеют общих прародителей.
Жил на хуторе близ Нершево Шмелев Федот Андреевич, который являлся купцом второй гильдии. Хутор назывался Жары. Он поставлял лошадей в Нижний Новгород. Там же он построил Николаевскую домовую церковь для Ингерманландских полков, квартировавших в Нижнем Новгороде и принимал участие в строительстве кафедрального собора Александра Невского на стрелке в Нижнем Новгороде, за что ему была подарена, по словам его внучки Софьи Андреевны Кудряшовой, старинная библия.
Много семей носили фамилию Тюрины, Новиковы, Храмовы, Кириловы, Кудряшовы, Шибарины, Морозовы, Архиповы, Никифоровы, Слюзневы, Межевовы. Почти все село являлось родственниками, или с одной, или с двух сторон. В 4 поколении церковь разрешала браки между родственниками.
В ревизских сказках за 1782 год видно, что помещики Беклемишевы брали жен своим крестьянам с деревни Глотова, которая затем стала пустошью, с. Яковцева, с. Сосновского, с. Ефимьева, с. Елизарова.
У Шмелевых, которые были крестьянами Кашкаровых, жены были из села Чуди Навашинского района, из села Архангельское (Кашкаровка тоже), которые находились в Пензе. Понятно, что многие помещики знали друг друга, и иногда по отпускным отдавали в замужество своих крепостных.
Крепостных людей у Беклемишевых было гораздо больше, чем у Кашкаровых. Но в промежутке с 1760 по 1782 год третья часть народа умерла. Видимо, жить им было очень нелегко. Рождалось много детей, но выживало мало. Все они умирали в младенчестве. В 1870 годах свирепствовала чахотка, в начале 20 века тиф. Мужчин забирали в рекруты, где они служили 25 лет. Многие погибали, а некоторые в родное село и не возвращались, а оставались в городах.
Уже в 1600 годах есть упоминание об Ильинской церкви, которая стояла на земле Кашкаровых. Приход издавна состоял из священника, дьячка и пономаря. Из древнего предания было известно, что церковь Нершево была главенствующей в приходах Зеленцова и Панина. Служили в церкви известные впоследствии священнослужители, такие как Иорданские, Архангельские, Сахаровы и другие.
В 1797 году в Нершево упоминаются две церкви, которые сгорели. И вместо них была поставлена церковь, перенесенная из села Липовицкого погоста Владимирской губернии Муромского уезда. Зданием деревянная, на каменном фундаменте ветха. Вероятно, она тоже пришла в негодность и в 1837 году вновь переносят церковь из Липовицкого погоста в село Нершево.
В 1875 году строится каменная церковь теплая в 3 престола. Настоятелем в это время был священник Константин Виноградов, псаломщиком Иван Михайлович Архангельский. Производил постройку купец второй гильдии Шмелев Федот Андреевич.
(ц. с. Байково 22.08.1876 г. жених: псаломщик с. Дураково Лукояновский уезд Владимир Александров Музык 24 г. невеста: с. Панкратово дочь умершего священника дев. Елизавета Дормидонтова Смирнова 20 л. От жениха: свящ с. Нершево Горбатовский уезд Константин Виноградов, свящ. заштатного г. Починки Петропавловской ц. ... Коринский и г. Починки учитель Николай Коринфский. От невесты: студент курса Казанской дух. академии Петр Смирнов, Симбирская губ. Курмышский уезд с. Знаменское учитель Иван Смирнов и с. Байково свящ. Михаил Смиренский.)
У князя Мышецкого и Беклемишевых были дворовые (Дворовые люди, дворня — особый разряд крепостных крестьян, которых их господа использовали в качестве домашней прислуги). Из этого следует, что были у них и господские дома, у Кашкаровых дворовых не было. Сами проживали они в Пензе, в 1820 году две семьи Шмелевых были переведены в Пензенскую губернию в деревню Кашкаровку (потом Кошкарово). Уходили в замужество из села и в Вачу, и также мужчины брали жен из Вачи.
Также Кондратьев Савва Михайлов и Шмелев Михаил Антонович были женаты на двух дочерях пономаря Петра Сергеева. Шмелев Каллистрат Семенович был женат на дочери пономаря Ивана Кринова или Крылова (написано неразборчиво в метрических книгах) и многие другие брали себе в жены девиц из Вачи.
Помещиком Вачи в то время был Сергей Григорьевич Голицин, по прозвищу Фирс. Сергей Григорьевич, брат А.С.Пушкина в шестом колене, остроумец и шутник, часто встречался с поэтом у Дельвига, Вяземского, Олениных, Карамзиных. Однажды рассказал А.С.Пушкину историю своей бабушки, Наталии Петровны, о тайне «трёх счастливых карт», подсказав, таким образом, идею «Пиковой дамы».
1830 А.С.Пушкин написал на Сергея Григорьевича («длинного Фирса») и А.О.Смирнову, урождённую Россет, поклонниками которой они оба были, шуточные стихи «Полюбуйтесь же вы, дети».
Полюбуйтесь же вы, дети,
Как в сердечной простоте
Длинный Фирс играет в эти,
Те, те, те и те, те, те. 
Черноокая Россети
В самовластной красоте
Все сердца пленила эти,
Те, те, те и те, те, те. 
О, какие же здесь сети
Рок нам стелет в темноте:
Рифмы, деньги, дамы эти,
Те, те, те и те, те, те.
Князь Сергей Григорьевич Голицын был крупнейшим землевладельцем. Только во Владимирской губернии, в Муромском и Меленковском уездах он владел 6000 душ крестьян. В том числе, в Муромском уезде 3166 душ в селах и деревнях: Вача, Алтунино, Белогузово, Нижняя и Верхняя Березовка, Дьяково, Елемейка, Застава, Звягино, Искусово, Казаково, Кошкино, Красно, Красново, Курмыш, Липовка, Мартино, Мелешки, Михалево, Новошаново, Рылово, Урюпино, Чулково, Шишкино, Щедрино, Вечкино, Выборново, Ганино, Иголкино, Максаково, Мошково, Нехаиха, Перенки, Сколково, Соколово, Солнцово, Фёдоровка. Сергей Григорьевич Голицын умер 19 ноября 1868 г.
В 1861 году произошла отмена крепостного права, крестьяне стали временно обязанными и должны были выкупить земли у помещиков. Жить лучше, по-видимому, они не стали.
И в 1906 году по инициативе председателя Министров Петра Аркадьевича Столыпина (о Столыпиных писалось ранее) был издан указ о порядке выхода крестьян из общины и закрепления в личную собственность надельной земли, который знаменовал собой начало аграрной реформы. Петр Аркадьевич Столыпин – министр внутренних дел и председатель Совета Министров, знаменитый реформатор, по его инициативе стали образовываться хутора.
Вот те немногие сведения, которые удалось собрать по селу Нершево. (материал взят из интернета и метрических книг).
Нершево — село в Вачском районе Нижегородской области. Входит в состав Казаковского сельсовета.
До 28 августа 2009 года находилась в составе Алтунинского сельсовета.

## Население
| 1999 | 2002 | 2010 |
| ---- | ---- | ---- |
| 93   | ↘63  | ↘43  |